# علم وظائف الأعضاء الدفاعي
علم وظائف الأعضاء الدفاعي هو مصطلح يُستخدم للإشارة إلى تناغم متغيرات وظائف الجسم (علم وظائف الأعضاء) التي تحدث استجابة للضغوط أو التهديدات.
عندما يقوم الجسم بتنفيذ رد الفعل المتمثل في «المواجهة أو الهروب» أو رد الفعل للضغوط، يقوم الجهاز العصبي بإثارة تغييرات محددة وتنسيقها وتوجيهها في كيف يكون أداء الجسم (علم وظائف الأعضاء)، وإعداد الجسم للتعامل مع التهديدات. (انظر أيضًا متلازمة التلاؤم العام.)

## التعريفات
الضغط: كما يتعلق بالمصطلح علم وظائف الأعضاء الدفاعي، يشير المصطلح الضغط إلى التهديد المدرك على الأداء المستمر للجسم / الحياة وفقًا لحالته الحالية.
التهديد: ما الذي يشكل التهديد في ظل علاقته بعلم وظائف الأعضاء الدفاعي؟ التهديد قد يتم إدراكه بوعي أو لا. الحدث المادي (ضوضاء عالية أو تصادم سيارة) أو المركب الكيميائي أو البيولوجي الذي يغير (أو لديه إمكانية تغيير) وظيفة الجسم (علم وظائف الأعضاء) بعيدًا عن الأداء الأمثل أو الأداء الصحي (أو بعيدًا عن حالة الأداء الحالية) قد يتم إدراكه كتهديد (يُسمى أيضًا باسم عامل الضغط).
والظروف الحياتية، على الرغم من أنها لا تمثل أي مخاطر مادية مباشرة، إلا أنه يمكن إدراكها كتهديد. وأي شيء يمكن أن يغير استمرارية حياة الشخص بوضعها الحالي يمكن أن يُدرك على أنه تهديد.

## ردود الفعل الفسيولوجية على التهديد (أو التهديد المدرك)
التهديد قد يكون إما تجريبي (مراقب خارجي قد يوافق على أن الحدث أو الظرف يشكل تهديدًا) أو استنتاجي (المراقب الخارجي لن يوافق على أن الحدث أو الظرف يشكل تهديدًا). ما هو مهم بالنسبة للفرد، من حيث استجابة الجسم، هو أن التهديد هو مدرك.
إدراك التهديد قد يثير أيضًا «شعورًا مرتبطًا بالضيق».
إن ردود الفعل الفسيولوجية المستثارة بواسطة العقل لا تستطيع تمييز التهديد المادي أو المعنوي بشكل منفصل. ومن ثم فإن استجابة العقل المتمثلة في «المواجهة أو الهروب» لكلا ردي الفعل سوف تكون واحدة.

## مدة التهديد وآثاره الفسيولوجية المختلفة على الجهاز العصبي
رد فعل الضغط الحاد - يقوم الجسم بتنفيذ رد فعل «المواجهة أو الهروب» لإخراج الجسم من الخطر على نحو سريع. عندما يكون التوقيت بين التهديد وقرار التهديد متقاربًا، يتم تنفيذ رد فعل «المواجهة أو الهروب»، ويتم التعامل مع التهديد، ويعود الجسم إلى حالته السابقة (رعاية الأعمال الحياتية - الهضم والاسترخاء وإصلاح الأنسجة وما إلى ذلك). إن الجسم مصمم للبقاء في هذه الوضعية لفترة قصيرة فقط.
حالة الضغط المزمن - عندما يكون التوقيت بين التهديد وقرار التهديد أكثر تباعدًا (التهديد أو إدراك التهديد يكون ممتدًا أو أن تهديدات أخرى تحدث قبل تعافي الجسم)، فإن «رد فعل المواجهة أو الهروب» يستمر ويصبح الحالة التشغيلية القياسية للجسم، علم وظائف الأعضاء الدفاعي المزمن. إن الاستمرار في هذه الوضعية ينتج آثارًا سلبية (الضيق) في الكثير من جوانب وظائف الجسم (الضيق الجسدي والعقلي والعاطفي).